# Rajmund Kapuściński
Rajmund Kapuściński (ur. 16 sierpnia 1935 w Drohobyczu, zm. 3 maja 2002 w Mielcu) – polski piłkarz, grający na pozycji napastnika.
Wychowanek Orła Rudnik, gdzie grał w latach 1952–1955. Następnie w latach 1955–1957 był zawodnikiem Unii Nowa Sarzyna, gdzie został zauważony przez działaczy z Mielca podczas meczu w Pucharze Polski przeciwko rezerwom Stali. W 1957 został sprowadzony do Stali Mielec. W mieleckiej drużynie rozegrał 159 spotkań, w tym 34 w I lidze, 129 w II lidze i 4 w Pucharze Polski, strzelając przy tym 39 bramek (10 w I lidze i 29 w II lidze). W latach 1965–1973 grał jeszcze w innym mieleckim klubie – Gryf.
Już w Gryfie został grającym trenerem (jako absolwent AWF Warszawa), następnie trenował grupy młodzieżowe Stali Mielec w latach 80., a w latach 90. trenował LZS Wadowice Górne.